# Colin de Virginie
Colinus virginianus
Espèce
Statut de conservation UICN

 NT A2bcd : Quasi menacé
Statut CITES
Répartition géographique
Le Colin de Virginie (Colinus virginianus) est une espèce d'oiseaux galliformes de la famille des Odontophoridae.

## Dénomination
L’appellation colin (partagée avec plusieurs de ses cousins) est dérivé du nahuatl zōlin ou çōlin, qui désignait (entre autres) cet oiseau. Déformé par la suite en colin durant le XVIIe siècle, il devient un mot français à la fin du XVIIIe siècle. Son nom scientifique Colinus est la simple latinisation du terme français; la deuxième partie virginianus se réfère à la région de la Virginie, et a été introduite par Catesby en 1731 ; il est cependant à noter que la région à laquelle il se réfère correspond plutôt à la Caroline du Sud et non l'actuelle Virginie.
Certains dictionnaires proposent une étymologie alternative de colin comme un diminutif de Nicolas, qui aurait été transposé à divers oiseaux.

## Description

Planche 76 des Oiseaux d'Amérique, par John James Audubon

Le colin de Virgine est un oiseau petit et trapu, mesurant de 24 à 27 cm environ pour un poids entre 140 et 170 g,. Il possède des dessus bruns, barrés de noir et de brun clair. Il possède une zone blanche s'étendant du front à la nuque (formant un large sourcil), ainsi qu'une tache blanche sur la gorge ; le reste de la tête est noir, strié de blanc sur le bas. Sa queue est bleu-gris. Il possède une petite crête, mais elle est largement moins proéminente que celle de ses cousins.

Chez la femelle, les zones blanches sont couleur chamois, et son plumage est moins strié. Les juvéniles sont similaires à la femelle avec un teint sensiblement plus terne.

## Répartition et habitat

### Répartition
Cette espèce peuple principalement l'est des États-Unis, jusqu'à la Nouvelle-Angleterre et le sud du Canada, et descend au sud jusqu'à la partie sud du Mexique. On le retrouve également dans une partie des Antilles et occasionnellement dans le nord-ouest des États-Unis. Les populations les plus au nord ont cependant largement décliné.
Une étude phyléogéographique suggère que son aire de répartition était limitée au Mexique et aux côtes du sud-est des États-Unis durant le dernier maximum glaciaire ; il s'est ensuite rapidement répandu en Amérique du Nord lorsque le climat est devenu plus favorable.

### Habitat
Le colin de Virginie occupe majoritairement les territoires semi-ouverts, comme les lisières des forêts, les clairières ou les bordures des champs. Il semble préférer les paysages assez variés composés d'une alternance de forêts et de zones ouvertes.

## Écologie et comportement

### Alimentation
Le colin de Virginie se nourrit au sol, principalement de graines mais également d'autres matières végétales comme les feuilles, les bourgeons ou les baies, ainsi que d'insectes ; il privilégie les graines à l'hiver et les insectes durant l'été, ceux-ci étant alors plus communs.

### Reproduction

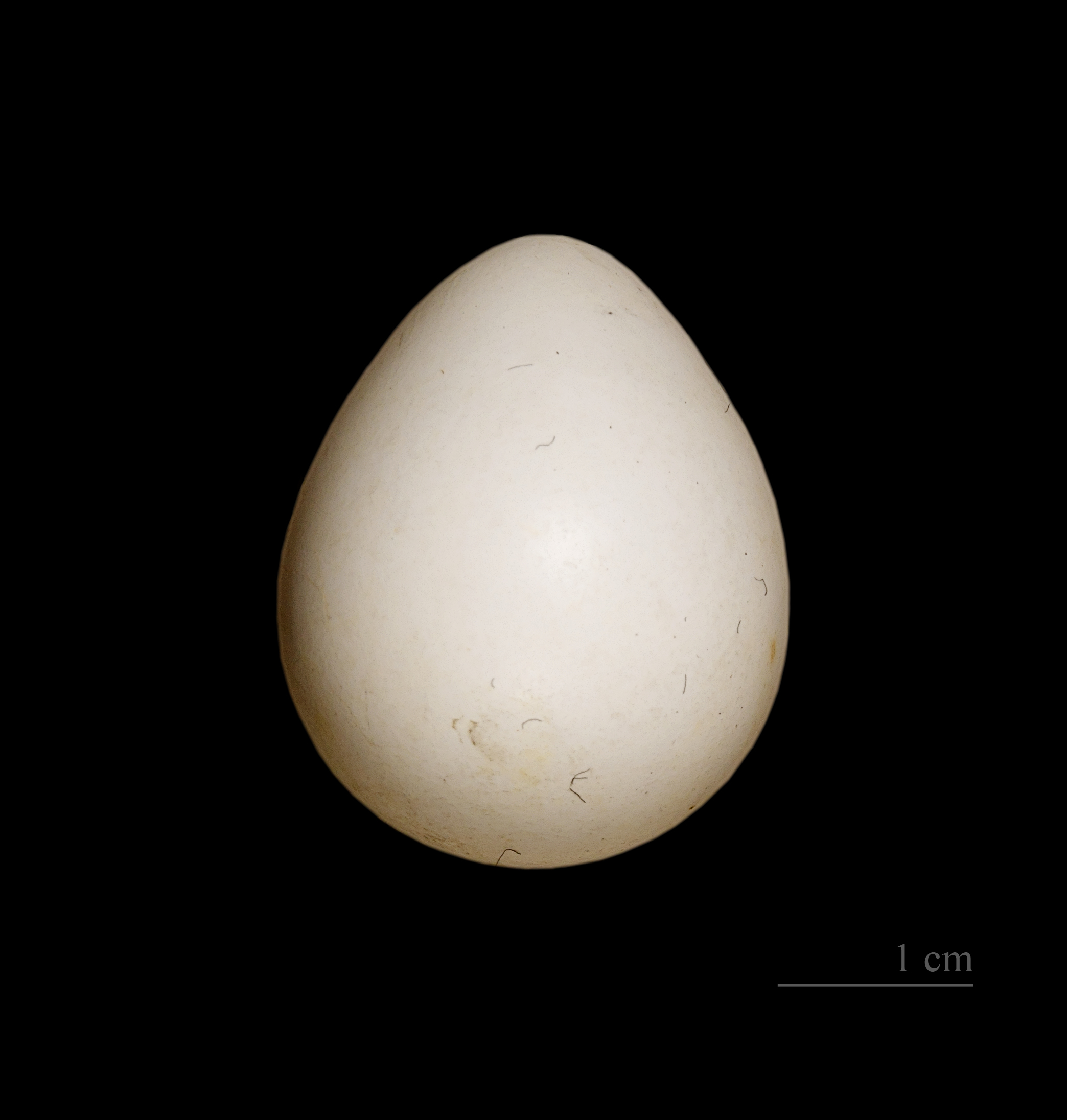
Colinus virginianus - Muséum de Toulouse

Le colin de Virginie se reproduit généralement autour d'avril ; il est capable d'élever entre une et deux nichées par saison (voire trois occasionnellement). Il construit son nid au sol, dans une zone couverte d'une végétation basse, à l'aide d'herbes et de brindilles. Ses œufs sont uniformément blancs ; il en pond un grand nombre, habituellement entre 12 et 16. Ils peuvent être couvés par le mâle ou la femelle, bien qu'il s'agisse plus souvent de la femelle. L'incubation dure autour de 23 jours, et les juvéniles sont élevés par leurs parents pendant deux semaines. Ils sont capable de marcher dès leur naissance et donc de se procurer de la nourriture (principalement des insectes), initialement accompagnés de leurs parents.

### Prédation
Les nids de colin sont la proie de nombreux prédateurs, incluant la Mouffette rayée, le Raton laveur, l'Opossum ou le Renard ; plusieurs serpents peuvent également s'y attaquer sans toutefois jouer un rôle important. Les colins adultes sont également victimes de rapaces comme l'Épervier de Cooper, l'Épervier brun ou la Buse à queue rousse, bien que les prédateurs mammaliens occupent généralement une place plus importante.

## Systématique
Le colin de Virginie a été décrit pour la première fois par Carl von Linné en 1758, sous le nom Tetrao virginianus ; il considérait les sous-espèces marilandicus et mexicanus comme des espèces à part entière. La sous-espèce coyoleos était aussi initialement considérée comme une espèce à part, Tetrao coyoleos. Pectoralis, cubanensis, texanus, graysoni et atriceps ont également été considérées comme des espèces à part, dans le genre Ortyx (dans lequel virginianus a été placé pendant un temps). Il en va de même pour insignis, godmani, salvini, bahamensis, minor et insulanus, qui étaient dans le genre Colinus.
Le Congrès ornithologique international dénombre actuellement 20 sous-espèces du colin de Virginie ; le nombre exact varie cependant selon les autorités taxonomiques.
| Sous-espèces,          | Sous-espèces,     | Sous-espèces,            | Sous-espèces,                                              | Sous-espèces, |
| ---------------------- | ----------------- | ------------------------ | ---------------------------------------------------------- | --- |
| Groupe                 | Nom               | Découvreur               | Répartition                                                | Commentaire |
| virginianus            | C. v. virginianus | (Linnaeus, 1758)         | Nord de l'aire de répartition, jusqu'au nord de la Floride | La sous-espèce nominale. Sourcils et gorge blanche, lores noirs, ventre cannelle.                                                    |
| virginianus            | C. v. floridanus  | (Coues, 1872)            | Floride et Bahamas                                         | Proche de virginianus, mais plus sombre et avec des stries noires plus marquées.                                                     |
| virginianus            | C. v. insulanus   | Howe, 1904               | Key West                                                   | |
| virginianus            | C. v. cubanensis  | (Gray, GR, 1846)         | Cuba                                                       | Proche de pectoralis, mais avec des dessous plutôt ocre que brun et des tibias non barrés.                                           |
| virginianus            | C. v. taylori     | Lincoln, 1915            | Centre des États-Unis                                      | |
| virginianus            | C. v. ridgwayi    | Brewster, 1885           | Sonora                                                     | Tête, gorge et poitrine noires. Ventre cannelle-roux.                                                                                |
| virginianus            | C. v. texanus     | (Lawrence, 1853)         | Sud-ouest du Texas jusqu'à Coahuila                        | Proche de virginianus, mais globalement plus gris, avec des lores pâles.                                                             |
| virginianus            | C. v. maculatus   | Nelson, 1899             | Centre et centre-est du Mexique                            | Proche de texanus, avec un dos plus sombre, un collier noir plus prononcé et des dessous châtain avec des taches blanches et noires. |
| virginianus            | C. v. aridus      | Aldrich, 1942            | Nord-est du Mexique                                        | Proche de maculatus mais plus pâle et gris, avec moins de noir sur le dos.                                                           |
| graysoni / nigripectus | C. v. graysoni    | (Lawrence, 1867)         | Centre-ouest du Mexique                                    | Ventre et dos cannelle-roux, sourcils et gorge blanche.                                                                              |
| graysoni / nigripectus | C. v. nigripectus | Nelson, 1897             | Est du Mexique                                             | Proche de graysoni mais avec un ventre d'un roux plus pâle, avec un collier noir plus marqué.                                        |
| pectoralis             | C. v. pectoralis  | Gould, 1843              | Centre de Veracruz                                         | Sourcils et gorge blanche. Large collier noir, ventre brun sombre, tibias barrés de noir.                                            |
| pectoralis             | C. v. godmani     | Nelson, 1897             | Est de Veracruz                                            | Proche de pectoralis, avec un dos plus sombre et un ventre cannelle.                                                                 |
| pectoralis             | C. v. minor       | Nelson, 1901             | Tabasco et nord-est de Chiapas                             | Proche de pectoralis, avec un collier largement moins marqué. La plus petite sous-espèce.                                            |
| coyoleos ("masqué")    | C. v. insignis    | Nelson, 1897             | Sud-est de Chiapas et nord-ouest du Guatemala              | Proche de coyoleos, avec une poitrine cannelle et des tibias tachetés de blanc (avec des bords noirs sur les taches).                |
| coyoleos ("masqué")    | C. v. salvini     | Nelson, 1897             | Sud de Chiapas                                             | Proche de insignis, mais globalement plus sombre ; la sous-espèce la plus sombre en général.                                         |
| coyoleos ("masqué")    | C. v. coyoleos    | (Müller, PLS), 1776)     | Est de Oaxaca et nord de Chiapas                           | Proche de ridgwayi, avec un sourcil blanc et des plumes bordées de brun sur la couronne.                                             |
| coyoleos ("masqué")    | C. v. thayeri     | Bangs & Peters, JL, 1928 | Nord-est de Oaxaca                                         | Proche de pectoralis, avec un collier plus large.                                                                                    |
| coyoleos ("masqué")    | C. v. harrisoni   | Orr & Webster, JD, 1968  | Sud-ouest de Oaxaca                                        | Proche de ridgwayi, avec une poitrine châtain barrée de noir.                                                                        |
| coyoleos ("masqué")    | C. v. atriceps    | Ogilvie-Grant, 1893      | Ouest de Oaxaca                                            | Proche de pectoralis, avec une tête noire et un ventre et dos plus roux ; pas de marques sur le bas de la poitrine.                  |

On distingue parfois les sous-espèces marilandicus (nord-est des États-Unis jusqu'à la Virginie au sud et la Pennsylvanie à l'ouest) et mexicanus (centre des États-Unis, du sud du Canada à l'est du Texas et l'ouest de la Caroline du Sud), toutes deux proches de virginianus.

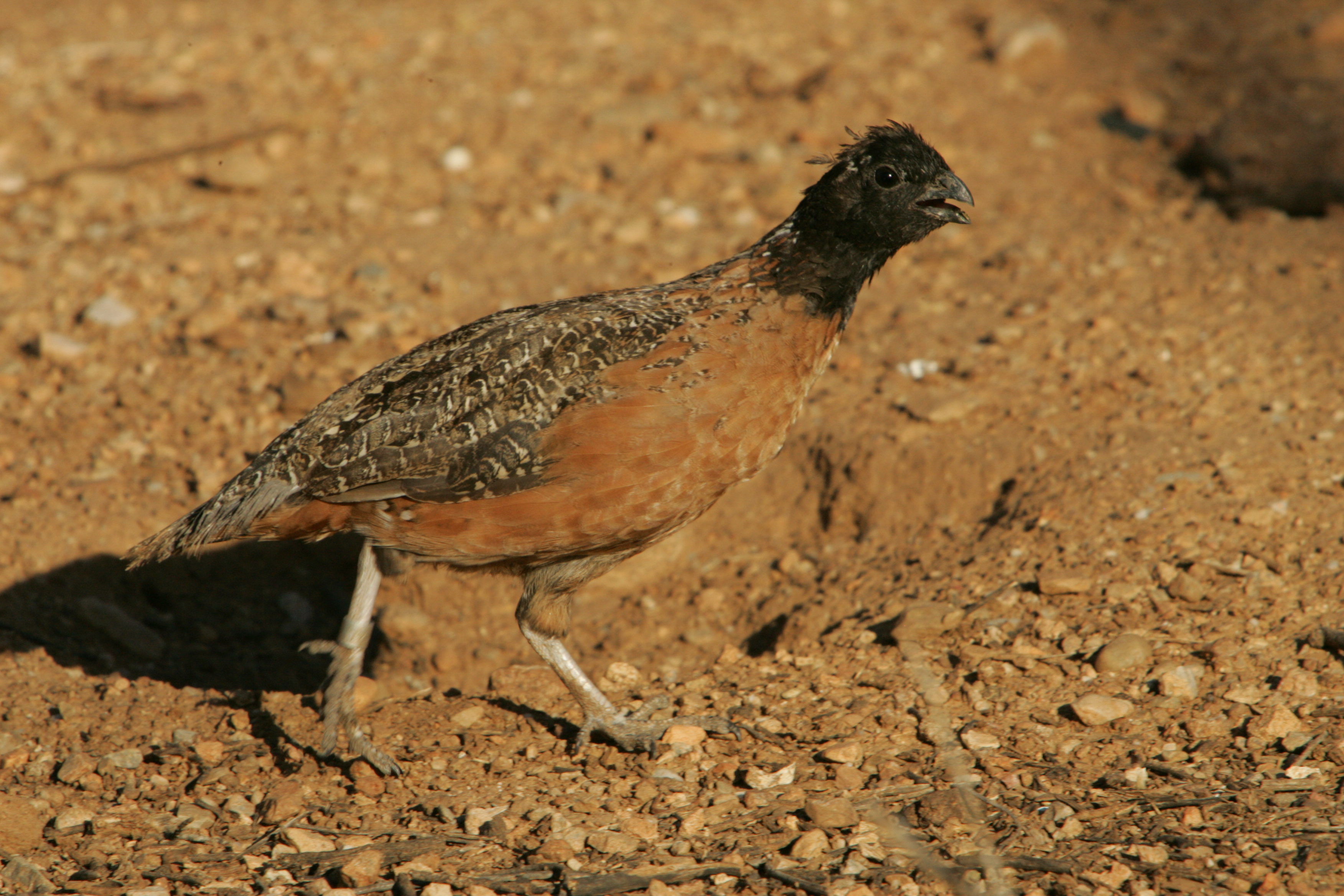
C. v. ridgwayi
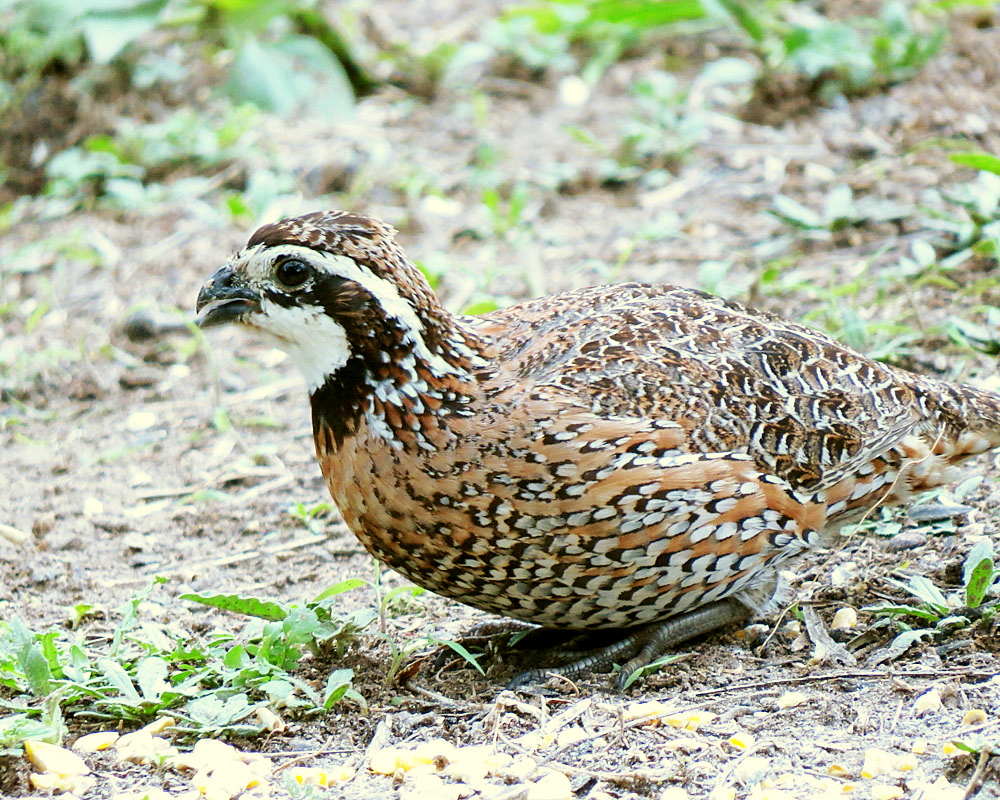
C. v. texanus

## Le colin de Virginie et l'humain

### Conservation
Le colin de Virginie est considéré comme quasi-menacé par l'UICN en raison de son déclin rapide ces dernières décennies, bien que la population reste encore importante (autour de 5 800 000 individus).
Ce déclin est connu depuis de nombreuses années et a déclenché de nombreux efforts de conservation depuis les années 1990, avec un succès limité. Le facteur le plus important est la destruction de son habitat, le colin nécessitant une alternance de forêts et de zones ouvertes peu compatibles avec l'agriculture moderne; la modification du paysage peut également accroître l'impact de la prédation sur le colin de Virginie.